# Arrondissement Autun
Das Arrondissement Autun ist eine Verwaltungseinheit im französischen Département Saône-et-Loire innerhalb der Region Bourgogne-Franche-Comté. Verwaltungssitz (Unterpräfektur) ist Autun.
Es besteht aus neun Kantonen und 89 Gemeinden.

## Kantone
- Autun-1
- Autun-2
- Blanzy (mit 12 von 17 Gemeinden)
- Chagny (mit 7 von 27 Gemeinden)
- Charolles (mit 2 von 32 Gemeinden)
- Le Creusot-1
- Le Creusot-2
- Montceau-les-Mines
- Saint-Vallier

## Gemeinden
Die Gemeinden des Arrondissements Autun sind:
| 1. Anost (71009)                      | 2. Antully (71010)                      | 3. Autun (71014)                         | 4. Auxy (71015)                       |
| 5. Barnay (71020)                     | 6. Blanzy (71040)                       | 7. Brion (71062)                         | 8. Broye (71063)                      |
| 9. Charbonnat (71098)                 | 10. Charmoy (71103)                     | 11. Chissey-en-Morvan (71129)            | 12. Ciry-le-Noble (71132)             |
| 13. Collonge-la-Madeleine (71140)     | 14. Cordesse (71144)                    | 15. Couches (71149)                      | 16. Créot (71151)                     |
| 17. Curgy (71162)                     | 18. Cussy-en-Morvan (71165)             | 19. Dettey (71172)                       | 20. Dracy-lès-Couches (71183)         |
| 21. Dracy-Saint-Loup (71184)          | 22. Écuisses (71187)                    | 23. Épertully (71188)                    | 24. Épinac (71190)                    |
| 25. Essertenne (71191)                | 26. Étang-sur-Arroux (71192)            | 27. Génelard (71212)                     | 28. Gourdon (71222)                   |
| 29. Igornay (71237)                   | 30. La Boulaye (71046)                  | 31. La Celle-en-Morvan (71509)           | 32. La Chapelle-sous-Uchon (71096)    |
| 33. La Comelle (71142)                | 34. La Grande-Verrière (71223)          | 35. La Petite-Verrière (71349)           | 36. La Tagnière (71531)               |
| 37. Laizy (71251)                     | 38. Le Breuil (71059)                   | 39. Le Creusot (71153)                   | 40. Les Bizots (71038)                |
| 41. Lucenay-l’Évêque (71266)          | 42. Marigny (71278)                     | 43. Marmagne (71282)                     | 44. Mary (71286)                      |
| 45. Mesvres (71297)                   | 46. Montceau-les-Mines (71306)          | 47. Montcenis (71309)                    | 48. Montchanin (71310)                |
| 49. Monthelon (71313)                 | 50. Mont-Saint-Vincent (71320)          | 51. Morey (71321)                        | 52. Morlet (71322)                    |
| 53. Perrecy-les-Forges (71346)        | 54. Perreuil (71347)                    | 55. Pouilloux (71356)                    | 56. Reclesne (71368)                  |
| 57. Roussillon-en-Morvan (71376)      | 58. Saint-Berain-sous-Sanvignes (71390) | 59. Saint-Didier-sur-Arroux (71407)      | 60. Saint-Émiland (71409)             |
| 61. Saint-Eugène (71411)              | 62. Saint-Eusèbe (71412)                | 63. Saint-Firmin (71413)                 | 64. Saint-Forgeot (71414)             |
| 65. Saint-Gervais-sur-Couches (71424) | 66. Saint-Jean-de-Trézy (71431)         | 67. Saint-Julien-sur-Dheune (71435)      | 68. Saint-Laurent-d’Andenay (71436)   |
| 69. Saint-Léger-du-Bois (71438)       | 70. Saint-Léger-sous-Beuvray (71440)    | 71. Saint-Martin-de-Commune (71450)      | 72. Saint-Maurice-lès-Couches (71464) |
| 73. Saint-Micaud (71465)              | 74. Saint-Nizier-sur-Arroux (71466)     | 75. Saint-Pierre-de-Varennes (71468)     | 76. Saint-Prix (71472)                |
| 77. Saint-Romain-sous-Gourdon (71477) | 78. Saint-Sernin-du-Bois (71479)        | 79. Saint-Symphorien-de-Marmagne (71482) | 80. Saint-Vallier (71486)             |
| 81. Saisy (71493)                     | 82. Sanvignes-les-Mines (71499)         | 83. Sommant (71527)                      | 84. Sully (71530)                     |
| 85. Tavernay (71535)                  | 86. Thil-sur-Arroux (71537)             | 87. Tintry (71539)                       | 88. Torcy (71540)                     |
| 89. Uchon (71551)                     |                                         |                                          |                                       |

## Neuordnung der Arrondissements 2017

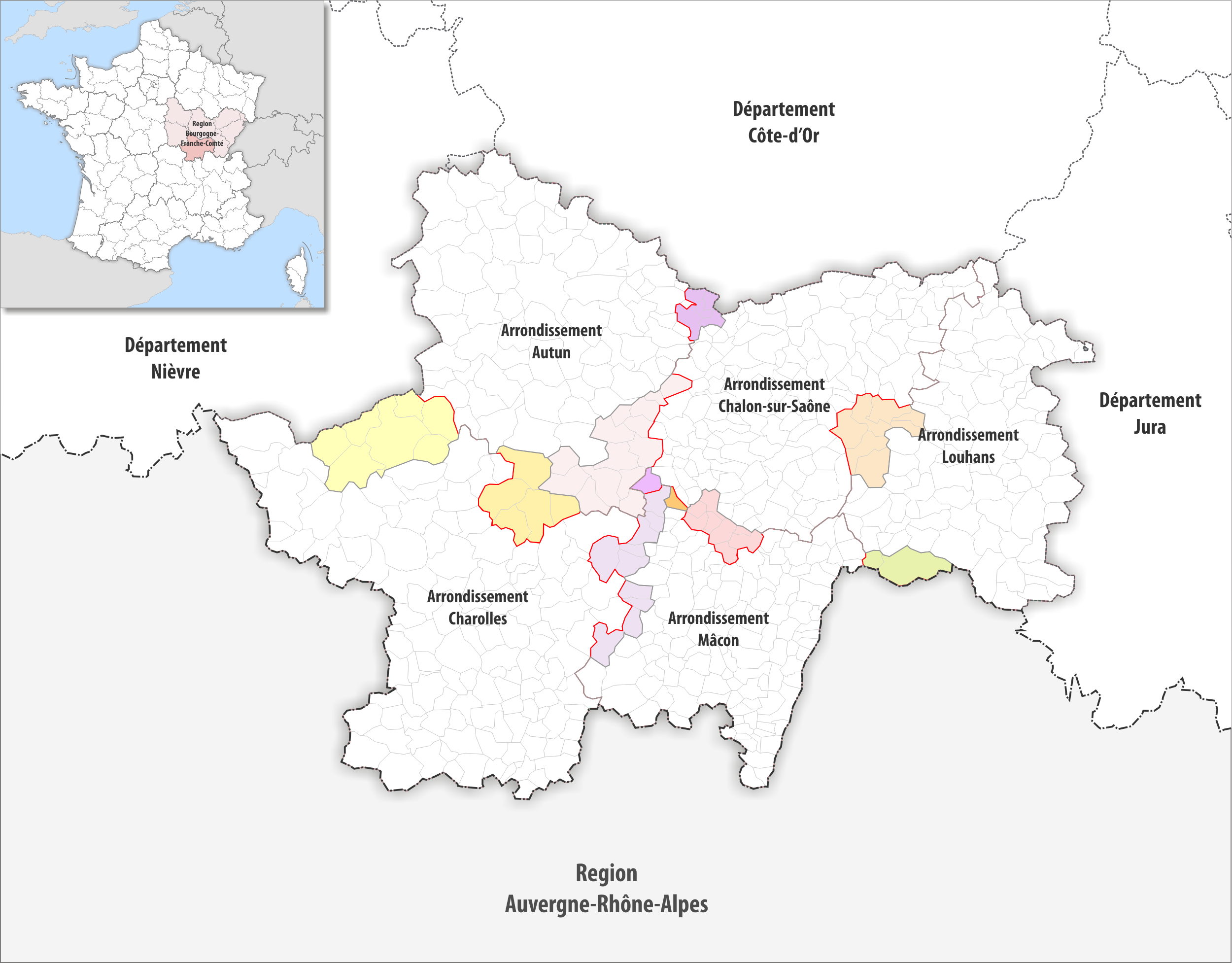
Arrondissementsanpassungen im Jahr 2017

Durch die Neuordnung der Arrondissements im Jahr 2017 wurde aus dem Arrondissement Autun die Fläche der sieben Gemeinden Cressy-sur-Somme, Cuzy, Grury, Issy-l’Évêque, Marly-sous-Issy, Montmort und Sainte-Radegonde dem Arrondissement Charolles und die Fläche der sechs Gemeinden Change, Cheilly-lès-Maranges, Dezize-lès-Maranges, Paris-l’Hôpital, Saint-Sernin-du-Plain und Sampigny-lès-Maranges dem Arrondissement Chalon-sur-Saône zugewiesen.
Dafür wechselte aus dem Arrondissement Charolles die Fläche der fünf Gemeinden Ciry-le-Noble, Génelard, Perrecy-les-Forges, Pouilloux und Sanvignes-les-Mines und aus dem Arrondissement Chalon-sur-Saône die Fläche der 14 Gemeinden Écuisses, Gourdon, Marigny, Mary, Montceau-les-Mines, Montchanin, Mont-Saint-Vincent, Morey, Saint-Eusèbe, Saint-Julien-sur-Dheune, Saint-Laurent-d’Andenay, Saint-Micaud, Saint-Romain-sous-Gourdon und Saint-Vallier zum Arrondissement Autun.